# Witoroż
Witoroż – wieś w Polsce położona w województwie lubelskim, w powiecie bialskim, w gminie Drelów.
W latach 1975–1998 miejscowość administracyjnie należała do województwa bialskopodlaskiego.
Wieś jest sołectwem w gminie Drelów. Według Narodowego Spisu Powszechnego z roku 2011 wieś liczyła 294 mieszkańców.

## Części wsi
| SIMC    | Nazwa    | Rodzaj    |
| ------- | -------- | --------- |
| 0011883 | Końce    | część wsi |
| 0011890 | Łan      | kolonia   |
| 0011908 | Zakożuch | część wsi |

## Historia
W wieku XIX folwark w dobrach Międzyrzec hrabiny Potockiej. Dobra  Międzyrzec i Witoroż,  składały się wówczas z folwarków: Zadworny, Halasy, Dołhołęka, Żerocin, Ostrówki, Turów, Łózki, Drelów, Witoroż, Danówka. Rogoźnica, Przyłuki, Krzewica, Żabce, Tuliłów, Grabowiec i Bereza. 

W 1866 r. posiadały rozległość  44 503 mórg (24 922 ha).

## Parafia
Wieś jest siedzibą rzymskokatolickiej parafii św. Michała Archanioła należącej do dekanatu Komarówka Podlaska diecezji siedleckiej. Obecny kościół został wybudowany w 1739 roku jako cerkiew unicka, w 1875 roku zamieniony na cerkiew prawosławną, a w 1919 roku rekoncyliowany na kościół rzymskokatolicki.